# Rosel George Brown
Rosel George Brown (* 15. März 1926 in New Orleans, Louisiana; † 26. November 1967 ebenda) war eine US-amerikanische Science-Fiction-Autorin.

## Leben und Werk
Brown wurde 1926 in New Orleans geboren. Sie war die Tochter des Kunstgärtners Sam George und von Elizabeth, geborene Rightor. Nach einem Studium des Altgriechischen an der Tulane University (B.A. 1946) schloss sie 1950 an der University of Minnesota mit einem M.A. ab.
Im Anschluss arbeitete sie drei Jahre lang in der Wohlfahrt in Louisiana. 1946 hatte sie W. Burlie Brown geheiratet und mit diesem zwei Kinder.
Seit 1958 erschienen Geschichten von ihr in verschiedenen Magazinen, die erste in Galaxy. Neben einer Kollaboration mit Keith Laumer ist sie vor allem durch ihre Sibyl-Sue-Blue-Serie bekannt, die bereits 1966 feministische Themen in die Science-Fiction einbrachte. Sie starb 1967 im Alter von 41 Jahren.
Ihr hinterbliebener Mann meinte:

„She died just when her long apprenticeship was beginning to pay off. Her Sibyl Sue Blue novels may have provided science fiction with a women’s lib heroine.“

„Sie starb gerade als ihre lange Lehrzeit sich auszuzahlen begann. Mit ihren Sybil-Sue-Blue-Romanen hätte sie der Science-Fiction eine feministische Heldin geben können.“

The Waters of Centaurus, der zweite Roman der Sibyl-Sue-Blue-Serie, erschien postum 1970.

## Bibliografie
Sibyl Sue Blue (Romane)
- 1 Sibyl Sue Blue (1966; auch: Galactic Sibyl Sue Blue, 1968)
  - Deutsch: Die Plasmagötter. Bastei Lübbe Science Fiction Taschenbuch #2, 1971.
- 2 The Waters of Centaurus (1970)

Einzelromane
- Earthblood (4 Teile in: If, April 1966  ff.; mit Keith Laumer)
  - Deutsch: Blut der Erde. Übersetzt von Birgit Reß-Bohusch. Heyne Science Fiction & Fantasy #3146/3147, 1969.

Sammlungen
- A Handful of Time (1963)
- Earthblood and Other Stories (2008; mit Keith Laumer)

Kurzgeschichten
1958:
- From an Unseen Censor (in: Galaxy Science Fiction, September 1958)

1959:
- Virgin Ground (in: If, February 1959)
- Hair-Raising Adventure (1959, in: Frederik Pohl (Hrsg.): Star Science Fiction Stories No. 5)
  - Deutsch: Ein haarsträubendes Abenteuer. In: Frederik Pohl und Wolfgang Jeschke (Hrsg.): Titan 5. Heyne Science Fiction & Fantasy #3546, 1977, ISBN 3-453-30440-3.
- Lost in Translation (in: The Magazine of Fantasy and Science Fiction, May 1959)
- Car Pool (in: If, July 1959)
- Save Your Confederate Money, Boys (in: Fantastic Universe, November 1959)
- Flower Arrangement (in: Galaxy Magazine, December 1959)
- Signs of the Times (in: Amazing Science Fiction Stories, December 1959)

1960:
- A Little Human Contact (in: The Magazine of Fantasy and Science Fiction, April 1960)
- David’s Daddy (in: Fantastic Science Fiction Stories, June 1960)
- Step IV (in: Amazing Science Fiction Stories, June 1960)
- There’s Always a Way (in: Fantastic Science Fiction Stories, July 1960)
- Just a Suggestion (in: The Magazine of Fantasy and Science Fiction, August 1960)

1961:
- Of All Possible Worlds (in: The Magazine of Fantasy and Science Fiction, February 1961)
  - Deutsch: Planet der Selbstmörder. In: Walter Ernsting (Hrsg.): Wanderer durch Zeit und Raum. Heyne Science Fiction & Fantasy #3031, 1964.
- Visiting Professor (in: Fantastic Stories of Imagination, February 1961)
- The Ultimate Sin (in: The Magazine of Fantasy and Science Fiction, October 1961)

1962:
- And a Tooth (in: Fantastic Stories of Imagination, August 1962)
- Fruiting Body (in: The Magazine of Fantasy and Science Fiction, August 1962)

1963:
- The Devaluation of the Symbol (1963, in: Rosel George Brown: A Handful of Time)
- Smith’s Revenge (1963, in: Rosel George Brown: A Handful of Time)

1964:
- The Artist (in: Amazing Stories, May 1964)